# Azize Tanrıkulu
Azize Tanrıkulu (n. 9 februarie 1986, Ankara, Ankara (il), Turcia) este o sportivă ce a reprezentat Turcia, medaliată olimpică. A participat la o ediție a Jocurilor Olimpice (2008) în care a câștigat o medalie de argint.

## Participări
Lista de mai jos prezintă principalele competiții la care a participat Azize Tanrıkulu de-a lungul carierei.
- taekwondo at the 2008 Summer Olympics – women's 57 kg[*]